# Giuliano Sarti
Giuliano Sarti (Castello d'Argile, Emilia-Romaña; 2 de octubre de 1933-Florencia, Toscana; 5 de junio de 2017) fue un futbolista y director técnico italiano. Se desempeñaba en la posición de guardameta.
Muy recordado por su exitoso desempeño en la Fiorentina y en el Internazionale de Milán, equipos con los cuales ganó varios trofeos nacionales e internacionales. Después de haber iniciado su carrera en las fuerzas inferiores del Centese en 1952-53 y del Bondenese en 1953-54, fue fichado por la Fiorentina en 1954, en donde obtuvo un lugar en el equipo titular al competir inicialmente con Leonardo Costagliola y más tarde con Enrico Albertosi, quién fuera años después titular indiscutible con la Selección Italiana en los Mundiales de Inglaterra en 1966 y de México en 1970. Durante el tiempo en que permaneció en el equipo de 1954-1963, fue ganador de títulos de la Serie A, de la Copa de Italia y el título de la Copa de Europa.
Sarti con la Juventus en la temporada 1968-69 se lesionó en un entrenamiento con su colega Roberto Anzolin. Sarti es particualrmente recordado por su papel como portero titular en el exitoso Grande Inter de mediados de los años 1960 bajo la batuta del técnico argentino Helenio Herrera. Se unió al club en 1963 y durante el tiempo en que permaneció en el equipo, forma una legendaria pareja con Tarcisio Burgnich y Giacinto Facchetti y con el barredor Armando Picchi, defensiva a ultranza basada en el Catenaccio, que ayudó al equipo a conquistar Italia, Europa y el fútbol mundial. Durante estas cinco temporadas con el equipo, ganó dos títulos de la Serie A, dos Copas Europeas y dos Copas Intercontinentales. Después de dejar al Inter en 1968, se retiró en la temporada 1968-69 con la Juventus dejando el puesto a Roberto Anzolin. Posteriormente se unió a Unione Valdinievole en la temporada siguiente, donde jugó hasta su retiro en 1973.

Falleció el 5 de junio de 2017.

## Selección nacional
Sarti también representó a Italia en ocho ocasiones durante su carrera entre 1959-1967, aunque nunca fue llamado para torneos competitivos de alto nivel con Italia debido a la alta competencia con otros notables y excelentes porteros italianos de ese tiempo. Hizo su debut internacional el 29 de noviembre de 1959 en el empate a un gol contra la Selección de Hungría, en un encuentro válido por la Copa Internacional de Europa Central.

## Clubes

### Como futbolista
| Club                | País   | Año       |
| ------------------- | ------ | --------- |
| U. S. Bondenese     | Italia | 1953-1954 |
| A. C. F. Fiorentina | Italia | 1954-1963 |
| Inter de Milán      | Italia | 1963-1968 |
| Juventus F. C.      | Italia | 1968-1969 |

### Como entrenador
| Club           | País   | Año  |
| -------------- | ------ | ---- |
| A. S. Lucchese | Italia | 1970 |

## Palmarés

### Como futbolista

#### Campeonatos nacionales
| Título      | Club                | País   | Año     |
| ----------- | ------------------- | ------ | ------- |
| Serie A     | A. C. F. Fiorentina | Italia | 1955-56 |
| Copa Italia | A. C. F. Fiorentina | Italia | 1960-61 |
| Serie A     | Inter de Milán      | Italia | 1964-65 |
| Serie A     | Inter de Milán      | Italia | 1965-66 |

#### Copas internacionales
| Título                | Club                | País   | Año     |
| --------------------- | ------------------- | ------ | ------- |
| Recopa de Europa      | A. C. F. Fiorentina | Italia | 1960-61 |
| Liga de Campeones     | Inter de Milán      | Italia | 1963-64 |
| Copa Intercontinental | Inter de Milán      | Italia | 1964    |
| Liga de Campeones     | Inter de Milán      | Italia | 1964-65 |
| Copa Intercontinental | Inter de Milán      | Italia | 1965    |